# Davos Seaworth
Lord Davos Seaworth es un personaje de la saga de novelas Canción de hielo y fuego escritas por el estadounidense George R. R. Martin. Cuenta con capítulos propios en tres de los libros publicados hasta la fecha: Choque de reyes, Tormenta de espadas y Danza de dragones.
Davos fue un famoso contrabandista que se convirtió en caballero y mano derecha de Stannis Baratheon después de salvarle la vida durante el asedio de Bastión de Tormentas. Sirve como capitán del buque Betha Negra y tiene siete hijos con su esposa Mariya. En la adaptación televisiva de HBO, Game of Thrones, el personaje es interpretado por el actor Liam Cunningham.

## Apariencia y carácter
Davos es descrito como un hombre menudo, de pelo lacio castaño y una barba corta salpicada de canas. Debido a su pasado como contrabandista Stannis le cortó cuatro dedos delanteros de la mano izquierda, las cuales llevaba en una bolsa colgada del cuello. 
Es un hombre leal, honorable, dedicado, prudente y sincero, además de un devoto seguidor de la Fe de los Siete. Stannis le considera su consejero más cercano y leal, y aunque no aprecia siempre la actitud franca de Davos; es por esta cualidad por la que le tiene en gran consideración.

## Historia

### Antes de la saga
Davos nació en el barrio del Lecho de Pulgas en Desembarco del Rey, en una familia pobre que vivía en un cuchitril sucio y abarrotado. De joven, Davos entró en la tripulación del pirata tyroshi Ruro Uhoris. Con este comerciaba y contrabandeaba con los salvajes de más allá del Muro, por lo que Uhoris fue ejecutado por la Guardia de la Noche. Davos siguió con su actividades delictivas y pronto logró ser capitán de su propio barco, el Betha Negra, y se ganó fama de ser uno de los mejores contrabandistas del mar Angosto. Por aquella época contrajo matrimonio con una mujer llamada Mariya con la que tendría siete hijos varones: Dale, Allard, Matthos, Maric, Devan, Stannis y Steffon.
Durante la Rebelión de Robert, la fortaleza de Bastión de Tormentas fue sometida a asedio por las tropas de la Casa Tyrell y la flota de la Casa Redwyne. La flota Redwyne bloqueó cualquier paso hacia la fortaleza para someter el bastión por hambre, y Stannis y sus hombres ya estaban a punto de sucumbir debido a la desnutrición. Davos logró burlar a la flota Redwyne en mitad de la noche y penetró por un túnel hacia el interior de la fortaleza donde proveyó a los sitiados de pescado en salazón y cebollas. La acción de Davos salvó la vida de Stannis y de sus hombres y les permitió resistir hasta la llegada de Eddard Stark, que levantó el asedio sin necesidad de batalla. Como recompensa, Stannis le nombró caballero y le cedió tierras en el Cabo de la Ira, pero Stannis también entendió que una buena acción no limpiaba una vida de delitos, de modo que le cortó cuatro falanges de la mano izquierda, exceptuando el pulgar. Davos encontró esto justo y conservó sus falanges en una bolsa que siempre llevaba colgada alrededor del cuello. 
Como blasón escogió un barco con la vela negra y una cebolla grabada en ella. Su hazaña y su nuevo blasón hicieron que fuera apodado el «Caballero de la Cebolla» y se ganara el desprecio de los nobles de antiguo linaje que lo consideraban un advenedizo.

### Choque de reyes
Tras la muerte del rey Robert Baratheon, Stannis se autoproclama Rey de los Siete Reinos al afirmar que el nuevo rey Joffrey Baratheon es un bastardo nacido del incesto entre la reina Cersei con su hermano Jaime. Davos apoyó su reclamo y partió a la ciudad de Lys a contratar los servicios del pirata Salladhor Saan, un antiguo camarada suyo, para la causa de Stannis. Después parte a las Tierras de Tormentas para recabar apoyos a la causa de Stannis, pero ninguna de las grandes casas le presta su apoyo ya que se decantan por secundar la pretensión de su hermano menor Renly Baratheon. Davos regresa a Rocadragón a informar del fracaso de su misión, cuando se da cuenta de que Stannis está bajo la total influencia de una sacerdotisa llamada Melisandre y ha adoptado la Fe de R'hllor. Davos es testigo de como el maestre Cressen trata de envenenar a Melisandre, pero esta sobrevive al veneno y mata al maestre con su propio veneno.
Davos es devoto de la Fe de los Siete y no aprueba la conversión de Stannis, pero aun así decide apoyarle y seguir sus órdenes. Davos parte a las regiones de Puerto Gaviota, Los Dedos, Tres Hermanas y Cabo de la Ira para informar de la causa de Stannis, pero apenas logra tener repercusión. Después acude a Bastión de Tormentas adonde Stannis se dirige para ponerle asedio ya que estaba en manos de su hermano Renly. Davos presencia el parlamento frustrado entre Stannis y Renly y después lleva a Melisandre bajo los túneles de Bastión de Tormentas y allí ve cómo la sacerdotisa da a luz a una terrorífica sombra que asesinó al castellano Ser Cortnay Penrose.
Tras el misterioso asesinato de Renly que es atribuido a la magia negra de Melisandre, Stannis por fin consigue los apoyos que necesita para tomar el Trono de Hierro. Stannis pone al mando de la flota que atacará Desembarco del Rey a Ser Imry Florent. Davos capitanea la Betha Negra junto a su hijo Matthos mientras tres de sus hijos capitanean el Espectro, la Lady Mariya y la Furia. En la Batalla del Aguasnegras, Davos desaprueba las temerarias acciones que toma Ser Imry Florent, y por ello, la mayor parte de la flota es destruida por fuego valyrio. El barco de Davos es totalmente destruido y este cae al agua y es llevado por la corriente hasta la desembocadura del río Aguasnegras. Sus cuatro hijos no tienen tanta suerte y desaparecen sin rastro, dándoseles por muertos.

### Tormenta de espadas
Davos sobrevive a la Batalla del Aguasnegras y queda varado en una isla de la Bahía de los Cangrejos donde subsiste comiendo cangrejos y bebiendo agua de lluvia. Davos tiene alucinaciones donde ve a los dioses de la Fe de los Siete y queda con la piel totalmente quemada debido al Sol. Davos es rescatado por una nave de la flota de Salladhor Saan que estaba rastreando la zona buscando supervivientes. Davos se reúne con su amigo Salladhor a quien confiesa su intención de asesinar a Melisandre, a quien considera responsable del fracaso de la batalla. Davos llega a Rocadragón, pero Melisandre ya se había prevenido y ordena a Ser Axel Florent que lo arreste.
Davos permanece encarcelado y descubre que Stannis ha ordenado quemar a Lord Alester Florent, su Mano del Rey. Stannis convoca a Davos y le enseña un plan de Ser Axell Florent para atacar Isla Zarpa, un antiguo asentamiento de la Casa Celtigar, para castigar a éstos por jurar lealtad al Trono de Hierro arrasando la isla, el castillo y sus habitantes. Davos se opone a este plan por considerarlo cruel, a lo que coincide Stannis, y este nombra a Davos como Mano del Rey y gran almirante del mar Angosto, además de otorgarle el título de Lord.
Edric Tormenta, bastardo del difunto rey Robert, se hallaba en Rocadragón y Melisandre tenía pensando sacrificarlo en un ritual de sangre. Davos se las arregla para sacar al pequeño Edric de Rocadragón, lo que Stannis considera un acto de traición, pero Davos se le enseña una carta enviada desde el Castillo Negro de la Guardia de la Noche; la carta alerta de la llegada de los salvajes del Rey-más-allá-del-Muro.

### Festín de cuervos
A la reina Cersei se le comunica que Davos se halla en Puerto Blanco, parlamentando con la Casa Manderly para que éstos juren lealtad a Stannis, que se ha trasladado al Norte para ayudar a la Guardia de la Noche y así sumar a los señores norteños a su causa. El Trono de Hierro ordena a Lord Wyman Manderly que ejecute a Davos y a cambio será liberado su hijo Wylis. Poco después se les informa que las manos y la cabeza de Davos adornan las murallas de Puerto Blanco.

### Danza de dragones
Davos parte desde el Muro para llegar a Puerto Blanco, el hogar de la Casa Manderly, para conseguir su apoyo a la causa de Stannis. Davos parte en la flota de Salladhor Saan, el cual ha decidido abandonar la causa de Stannis y parte rumbo a Essos, mientras Davos tiene que llegar solo a Tres Hermanas, donde es recibido por el Señor de la Casa Borrell. Davos prosigue hacia Puerto Blanco donde coincide con Jared, Symond y Rhaegar Frey, tres miembros de la Casa Frey que han llegado a Puerto Blanco para que los Manderly vuelvan bajo la autoridad del Trono de Hierro.
Lord Wyman Manderly rechaza la oferta de Davos y ordena apresarlo para posteriormente ejecutarlo. Davos es mantenido en prisión y comienza a resignarse de que su muerte está cerca. Cierto día, un hombre llamado Robett Glover libera a Davos y lo lleva de nuevo ante la presencia de Lord Wyman. Este le cuenta lo sucedido; en realidad ha ejecutado a un prisionero y lo ha hecho pasar por Davos, para que de esa forma el Trono de Hierro liberara a su hijo Wylis y evitar que los Frey sospecharan de su actitud. Lord Wyman también le hace una propuesta: reconocerá a Stannis como rey si Davos acude a la isla de Skagos para rescatar a Rickon Stark, el cual ha sido localizado allí junto a su huargo.